# Route nationale 561
Die N561 war von 1933 bis 1973 eine französische Nationalstraße, die in zwei Teilen zwischen der Pont-Royal und Varages verlief. Ihre Gesamtlänge betrug 65 Kilometer.